# Janko Gredelj
Janko Gredelj (Zagreb, 28. travnja 1916. – Zagreb, 24. prosinca 1941.) bio je komunist i narodni heroj. 
Još kao šegrt povezao se s revolucionarnim pokretom, a 1937. godine primljen je u Savez komunističke omladine Jugoslavije. Godine 1938. bio je primljen u članstvo Komunističke partije Jugoslavije. Bio je aktivan u kulturno-prosvjetnom društvu „Mladost“ i u radničkom planinarskom društvu „Prijatelj prirode“.
U Drugom svjetskom ratu ratu je radio u ilegalnoj tiskari. Nakon uhićenja Huperta i Anke Sertić, koji su ustaškoj policiji priznali postojanje tiskare, ustaše su 24. prosinca godine 1941. opkolili kuću u Klaićevoj ulici broj 17 u Zagrebu. Zametnula se borba s ustaškom policijom. Janko Gredelj koji je radio u toj "Tehnici" ranio je u borbi trojicu policajaca. Pošto je i sam bio teško ranjen, nije mogao daleko pobjeći, te je dopao ustašama u ruke. Prevezen je u bolnicu u Vinogradskoj cesti, gdje je izdahnuo.
Narodnim herojem je proglašen 5. srpnja 1951. godine.
Njegovi posmrtni ostaci su poslije rata pohranjeni u Grobnicu narodnih heroja na zagrebačkom groblju Mirogoju.

## Poveznice
- Tvornica željezničkih vozila Gredelj d.o.o.